# 房底珠科
房底珠科又名绿乳科，共有4属12种，生长在南美洲的热带地区和西印度群岛。
房底珠科植物都是半寄生植物，有根，生命期较短，以吸器寄生在寄主的枝条上；单叶互生，革质；花单性或两性，雄花花瓣2-4或缺，雌花花瓣2-3；果实为浆果。

## 属
- Antidaphne
- Eremolepis
- Eubrachion
- Lepidoceras

1981年的克朗奎斯特分类法将本科列在檀香目中，1998年根据基因亲缘关系分类的APG 分类法和2003年经过修订的APG II 分类法不承认本科，将这些属合并到檀香科中。